# Perttu Näsänen
Perttu Näsänen, född 24 oktober 1940 i Helsingfors, död där 22 december 2012, var en finländsk målare. Han var far till Elena Näsänen.
Näsänen studerade 1959–1960 vid Fria konstskolan och 1960–1964 vid Konstindustriella läroverket samt ställde ut första gången 1966. Han framträdde redan i slutet av 1960-talet med målningar i konstruktivistisk stil och anslöt sig bland annat till Dimensiogruppen. Hans sicksack-mönstrade kompositioner, med vilka han första gången uppmärksammades på Nordiska ungdomsbiennalen 1968, uppträdde både i hans akrylmålningar på duk och tredimensionella kuber eller multiplar, av vilka man kunde skapa sammansättningar efter sin egen fantasi. Han hörde till de första som sysslade med seriella kompositioner, bland annat i serigrafiteknik, av många hopfogade delar. Han kom senare, i slutet av 1970-talet och början av 1980-talet, att intressera sig för arkitektoniska motiv och stads- och fabriksbilder, ofta i mörkstämda färger, i sin abstrakta och geometriska konst. 
Näsänen deltog i tävlingen om den konstnärliga utsmyckningen av presidentresidenset Talludden i Helsingfors och hans bidrag löstes in av juryn. Han verkade som lärare vid Konstindustriella läroverket 1972–1974 och innehade en rad förtroendeuppdrag inom de centrala konstnärsorganisationerna, bland annat ordförandeposten i Helsingfors konstnärsgille 1973–1976.